# 蒙纳士大学
蒙纳士大学（英語：Monash University）是澳洲維省墨爾本的一所大型研究性綜合大學，創校於1958年，並以澳洲著名工程師、軍官及公共行政人員约翰·蒙纳士爵士來命名。該校目前在全球共有八個校區，當中四個位於維省境內（含克萊頓、考菲爾德、莫宁顿半岛與帕克維爾），以及四個海外分校（含中国蘇州、印度孟買、馬來西亞吉隆坡和南非約翰尼斯堡的瑞姆西格【】），同時在義大利普拉多擁有一所研究中心。作為澳洲八校聯盟成員、世界五十強名校與本土頂尖研究型大學之一，蒙纳士大學以其卓越的教學和精湛的科研享有廣泛讚譽。根据2025年度QS世界大学排名，蒙纳士大学位列居全澳排名第5位，世界排名第37位。

## 校務近況與排名

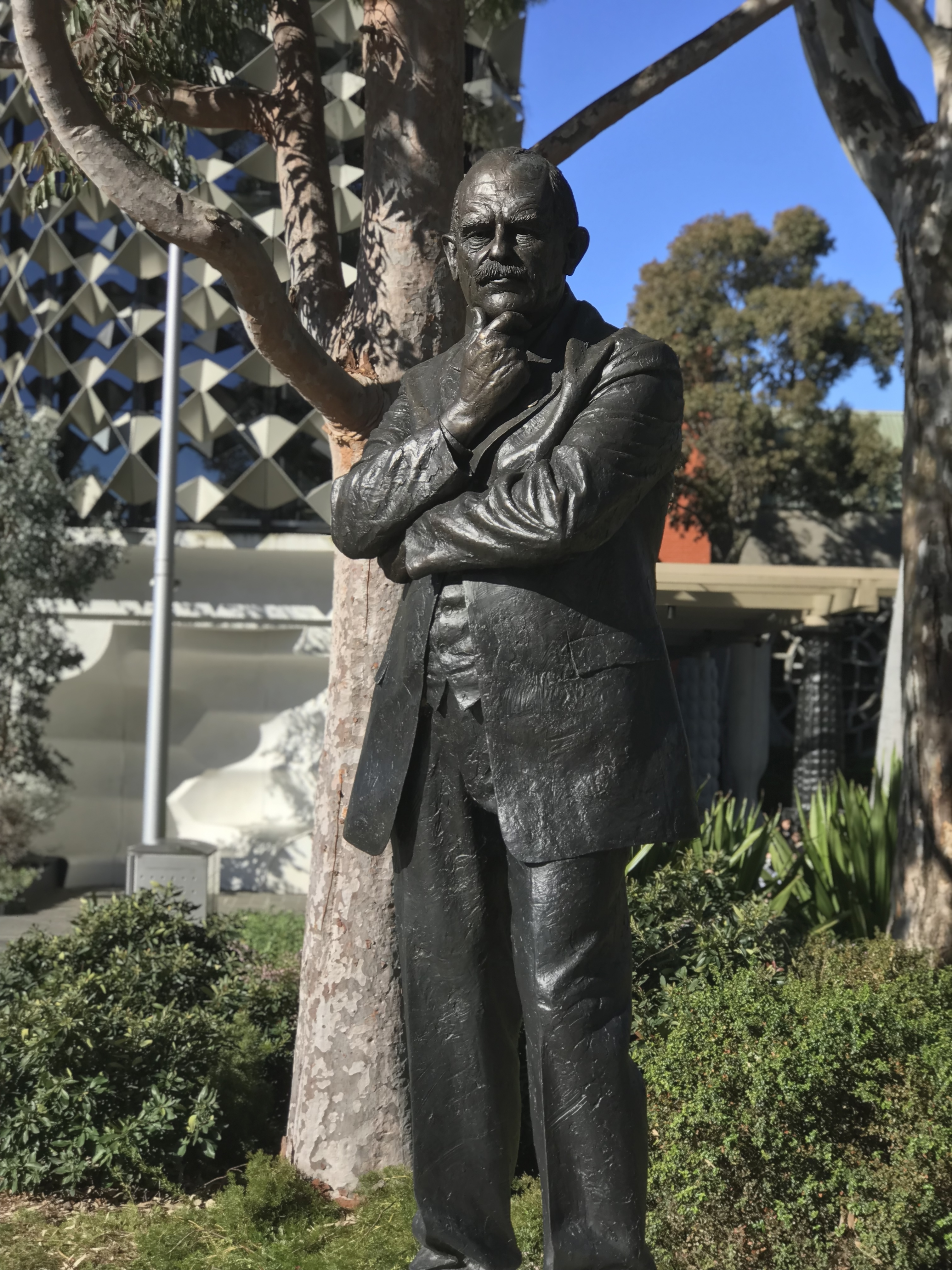
克莱顿校区内的约翰·莫纳什雕像

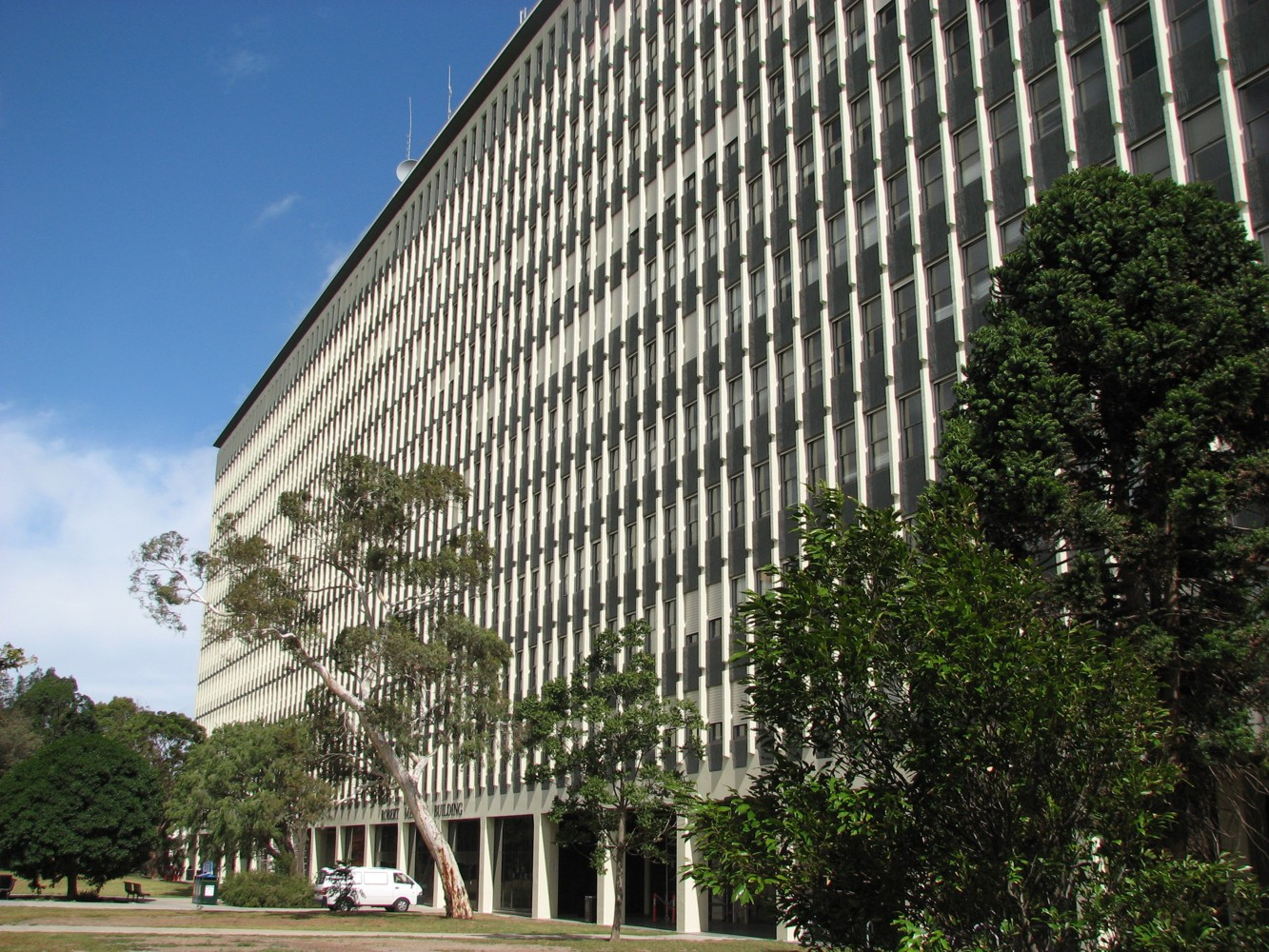
蒙纳士大学克萊頓总校区的行政大樓

蒙纳士大學現為全澳學生總人數排名第一的大學。無論海內外，不分遠程教學或赴校學習的學生，共計有86,753人。此外蒙纳士大學於世界大學排名中，一直位处澳洲前列。
- QS世界大學排名第37位[2]。
- 泰晤士高等教育世界大學排名第58位[3]。
- U.S.News世界大學排名第35位[4]。

克莱顿校區（Clayton Campus）是蒙纳士大學最大也是最主要的校區，其入讀要求亦是蒙纳士大學所有校區當中最高（以药学為主的帕克維爾校區並不包括在內）。作為蒙纳士大學的心臟，克莱顿校區在澳大利亞擁有自己的區份（MONASH UNIVERSITY, VIC），亦有完全屬於自己的郵政编号（3800）。

## 學院
蒙纳士大学主要设有十个学院：
- 艺术、设计暨建筑学院 (MADA)[7]
- 人文社科学院[8]
- 商學院[9]
- 教育學院[10]
- 工程学院[11]
- IT學院[12]
- 法學院[13]
- 医学、护理健康科学学院[14]
- 药剂学制药科学学院[15]
- 理科学院[16]

## 校区及分校
澳大利亚校区：
- 克莱顿 (Clayton) 校區[17]
- 考菲尔德 (Caulfield) 校區 [18]
- 半島 (Peninsula) 校區 [19]
- 帕克维尔 (Parkville) 校區 [20]
- Law Chambers 法学大樓 [21]
- 柯林斯大街750號校区 750 Collins Street [22]

海外校区及分校：
- 马来西亚校区（马来西亚吉隆坡双威镇） [23][24]
- 印度尼西亚校区 [25]
- 東南大學-蒙納士大学蘇州聯合研究生院（中国苏州）[26][27]
- 印度理工學院孟買分校（IITB）-蒙納士大學聯合學院[28]
- 意大利普拉托教学中心[29]

## 著名校友
蒙納士大學出產了很多國內和國際性的人才。

### 政治和政府

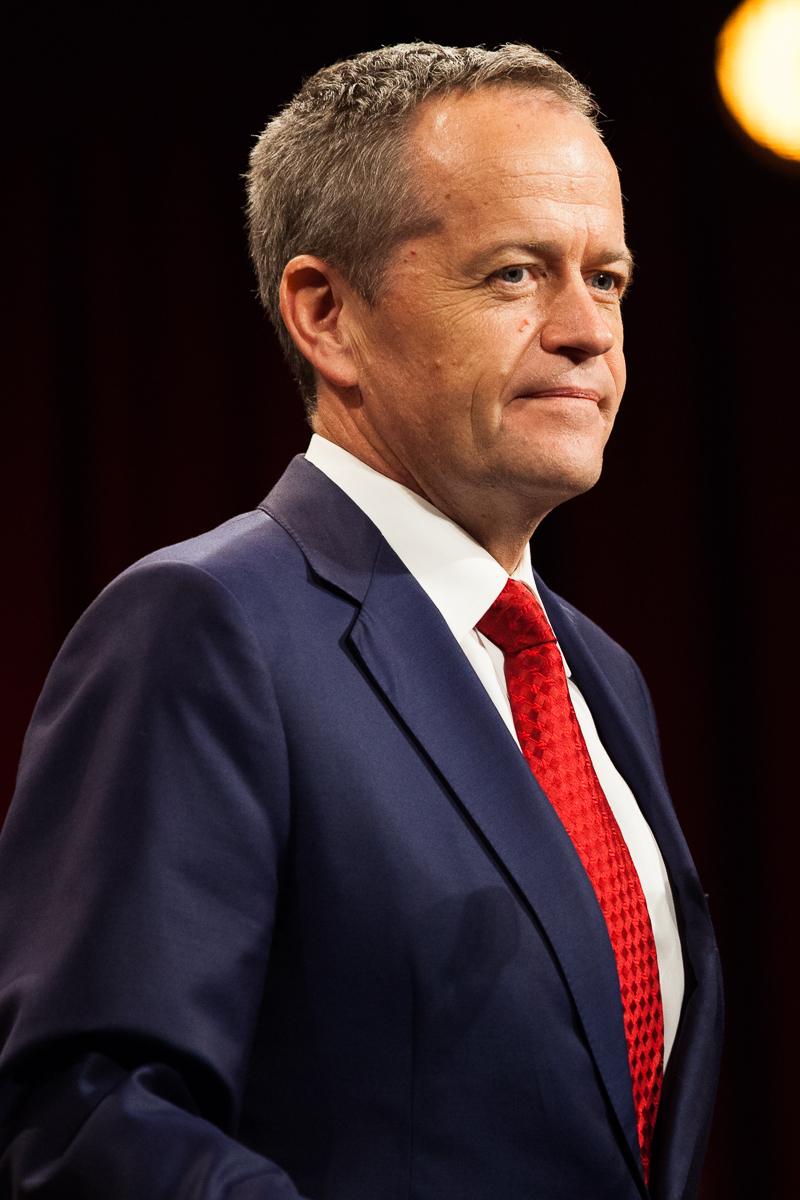
前澳洲工黨黨魁比爾·薛頓

- 比尔·萧藤 - 澳洲联邦工党前领袖、澳洲众议院前反对党领袖
- 丹尼爾·安德魯斯 -維多利亞州现任州长、州工党领袖
- 凱文·安德魯斯 -澳洲联邦前国防部长、移民事务部长
- 路易絲·阿謝爾 -維多利亞州自由黨副領袖
- 吉姆·培根 -塔斯馬尼亞前州长 （未畢業）
- 布迪約諾博士 -曾任印尼副總統
- 科斯特洛 -任職時間最長的澳洲財政部長 ，前澳大利亞自由黨副領袖
- 西蒙·克林 -曾任澳大利亞貿易部长
- 馬丁·帕庫拉 -曾任維多利亞州公共交通厅长
- 罗伯特·道尔 -曾任墨尔本市长，前维多利亚州反对党领袖
- 宋涛 -中国共产党中央委员会第十九届中央委员，中央对外联络部部长（正部长级）
- 陳家珮 -香港新民黨中央委員
- 林冠英 -馬來西亞政治人物，現任民主行動黨秘書長、馬來西亞財政部長、檳城第四任首席部長。
- 郭金福 -马来西亚政治人物，曾是民主行动党秘书长。
- 郑国霖 -马来西亚政治人物，行动党籍霹雳州太平国会议员。
- 陳世軒 -中華民國政治人物，現任新北市新莊區議員、台灣民眾黨新北市黨部主任委員。
- 郭俊峯-香港公務員，現任入境事務處處長

### 法律界
- 凱文·貝爾 -前維多利亞省最高法院法官，現任主席維多利亞民事及行政法庭 （VCAT）
- 邁克爾·布雷特楊 -電流的執行總裁法學研究所維克托勞
- 戴安娜·科比 -目前澳大利亞家事法院首席法官
- 朱利安·伯恩賽德 ，QC -高調的大律師，人權活動家，作家，上市的澳洲生活珍寶之一
- 保羅·克羅寧 -澳大利亞家事法院的法官
- 湯姆·達諾斯 -大律師，維多利亞省的刑事律師協會的財務官基思·威廉·艾倫謀殺案的審判中，辯護律師
- 雷蒙德·芬克爾斯坦 -澳洲聯邦法院法官[30]
- 保羅·格蘭特 -維多利亞兒童法庭的現任庭長
- 伊恩·格雷 -現任總裁判官，裁判法院維多利亞

### 媒體藝術
- 羅裡·巴恩斯 -小說家
- 讓·貝德福德 -小說家
- 彼得·邦納 -藝術家，诺貝爾獎得主
- 達米安·布羅德里克 -作者，未來學家
- 彼得·凱里 -布克獎獲獎小說家
- 達米安·卡里克 -主持人，ABC國家電台“律師工作報告”。
- 尼克洞 -音樂家（肄業）
- 蒂莫西Conigrave （1959年至1994年） -演員和作家
- Joanne Lee -行為藝術家
- 郭田葰 -香港無線電視藝員 (醫學系畢業)
- 范文雅 -2010年度墨爾本華裔小姐冠軍，香港無線電視合約藝員。

### 商界
- 菲奧娜·貝爾福 -商人，前澳航和澳洲電信執行
- 約翰·FO ·比爾森 -經濟學家
- 馬克·比勒爾 -公司董事、前工業、科學和技術部長
- 托尼·D·阿洛伊西奧 -主席，澳大利亞證券和投資委員會 （ASIC）和前首席執行官， 澳大利亞證券交易所 （ASX）
- 亨利·厄格斯 -經濟學家
- 特蕾西研究員 -微軟在澳大利亞和新西蘭董事總經理
- 費冠恆（John A. Fraser） -董事長兼首席執行官在瑞銀環球資產管理，澳大利亞財政部原副局長[31]
- 彼得·伊凡妮 -澳大利亞媒體大亨和億萬富翁
- 林明盛 -纽顿医学美容集团有限公司創辦人、董事長及首席執行官

### 醫學與科學
- 格雷格·艾爾斯 -大氣科學家， 澳大利亞氣象局總監
- 皮特·鄧祿普 -軍事外科醫生，二戰領導（參加維多利亞藥學院 ，現在蒙納士帕克維爾校園）
- 蒂姆·弗蘭納裡 -生物學家，作家，2007年澳大利亚年度风云人物（英语：Australian of the Year）
- 大衛·Kretser -醫學研究員，Governor of Victoria
- 帕特里克McGorry -精神科醫生，2010年澳大利亚年度风云人物（英语：Australian of the Year）

### 学者
- 约翰·方思敦 -澳大利亚籍东南亚区域研究学者

### 其他
更多详情见英文维基页面：蒙纳士大学人物列表（英文）